# 旋律进行
在一条旋律中，从一个音进行到另一个音的过程叫做旋律进行。
旋律进行分为三类，分别是同音反复、级进和跳进。

## 同音反复
如果一个旋律音之后又重复了此音，也就是说把同一个音高的音演奏了两遍，则称作同音反复或同度反复。

## 级进
旋律中，如果两个相邻的旋律音是二度关系，则这个旋律进行被称作级进。

### 半音级进
旋律中，如果两个相邻的旋律音是小二度关系，则这个旋律进行被称作半音级进。

### 全音级进
旋律中，如果两个相邻的旋律音是大二度关系，则这个旋律进行被称作全音级进。

## 跳进
旋律中，如果两个相邻的旋律音的音程关系超过二度，则这个旋律进行被称作跳进。

### 小跳
旋律中，如果两个相邻的旋律音是三度关系，则这个旋律进行被称作小跳。

### 大跳
旋律中，如果两个相邻的旋律音之间的音程关系是为四度或超过四度，则这个旋律进行被称作大跳。

## 进行方向
按照进行方向划分，可以将旋律进行划分为保持、上行、下行。
- 音高保持不变的声部进行称作保持。
- 音高向上进行的声部进行称作上行进行。
- 音高向下进行的声部进行称作下行进行。

同音反复进行的进行方向只能是保持（或称平行），因为音高没有变化。
级进和跳进的进行方向可以是上行，也可以是下行。
|          | 下行     | 保持     | 上行     |
| -------- | -------- | -------- | -------- |
| 同音反复 | (无)     | 同音反复 | (无)     |
| 半音级进 | 半音下行 | (无)     | 半音上行 |
| 全音级进 | 全音下行 | (无)     | 全音上行 |
| 小跳     | 下行小跳 | (无)     | 上行小跳 |
| 大跳     | 下行大跳 | (无)     | 上行大跳 |